# Ace Auto Services
Ace Auto Services (USA) Ltd. war ein US-amerikanischer Hersteller von Automobilen.

## Unternehmensgeschichte
Das Unternehmen wurde am 8. Juni 1989 in Canoga Park in Kalifornien gegründet. Andere Quellen geben den Ort Reseda in Kalifornien an. Beide Orte liegen im San Fernando Valley. 1991 begann die Produktion von Automobilen. Der Markenname lautete Ace, evtl. mit dem Zusatz Classic, 427 Roadster oder 427. Viele Teile wurden von Graham Berry aus Neuseeland bezogen. 1994 endete die Produktion. Nach dem 19. Mai 1995 ist nichts mehr bekannt.

## Fahrzeuge
Das einzige Modell war der Classic. Dies war die Nachbildung eines AC Cobra. Ein Kastenrahmen bildete die Basis. Die hintere Radaufhängung stammte von Jaguar Cars. Verschiedene Motoren nach Wahl des Käufers trieben die Fahrzeuge an. Die offene zweisitzige Karosserie bestand aus Kunststoff. Im Innenraum war viel Leder verarbeitet. Die Qualität wird als hoch bezeichnet.